# Подкопаєвка
Подкопаєвка (рос. Подкопаевка) — село у Корочанському районі Бєлгородської області Російської Федерації.
Населення становить 601 особу. Входить до складу муніципального утворення Погорілівське сільське поселення.

## Історія
Населений пункт розташований у східній частині української суцільної етнічної території — східній Слобожанщині.
Згідно із законом від 20 грудня 2004 року № 159 від 20 грудня 2004 року органом місцевого самоврядування є Погорілівське сільське поселення.

## Населення
| 2002 | 2010 |
| ---- | ---- |
| 541  | ↗601 |